# Santa Maria Maggiore-bazilika (Róma)
A Basilica Papale di Santa Maria Maggiore (latinul: Basilica Sanctae Mariae Maioris), a Szűz Máriáról elnevezett legnagyobb római katolikus templom az olaszországi Rómában. A Vatikán területén kívül álló pápai nagybazilika (basilica maior), a hét pápai bazilika egyike.

## Története

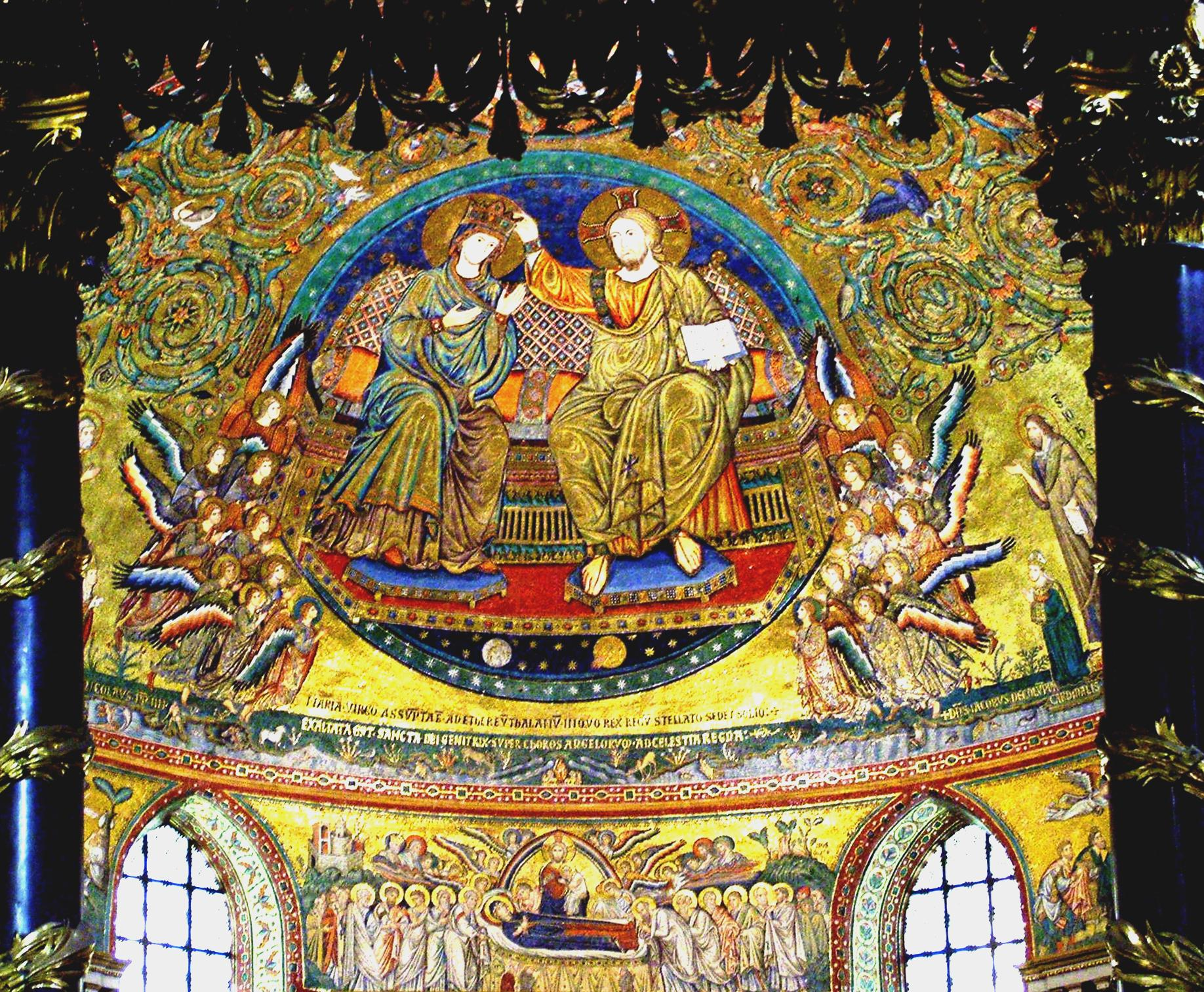
Jacopo Torriti: Mária Megkoronázása (XIII. sz)

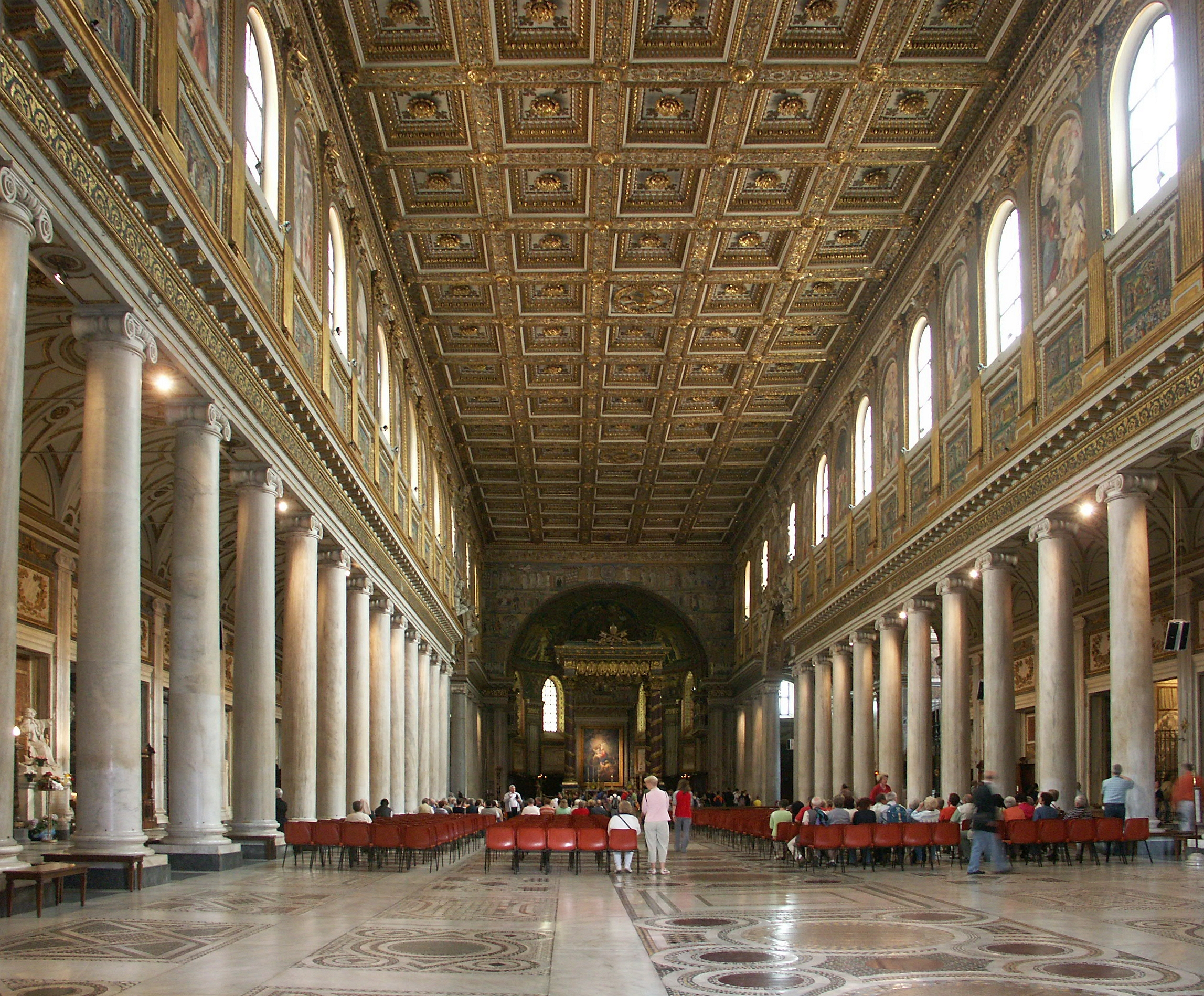
A főhajó

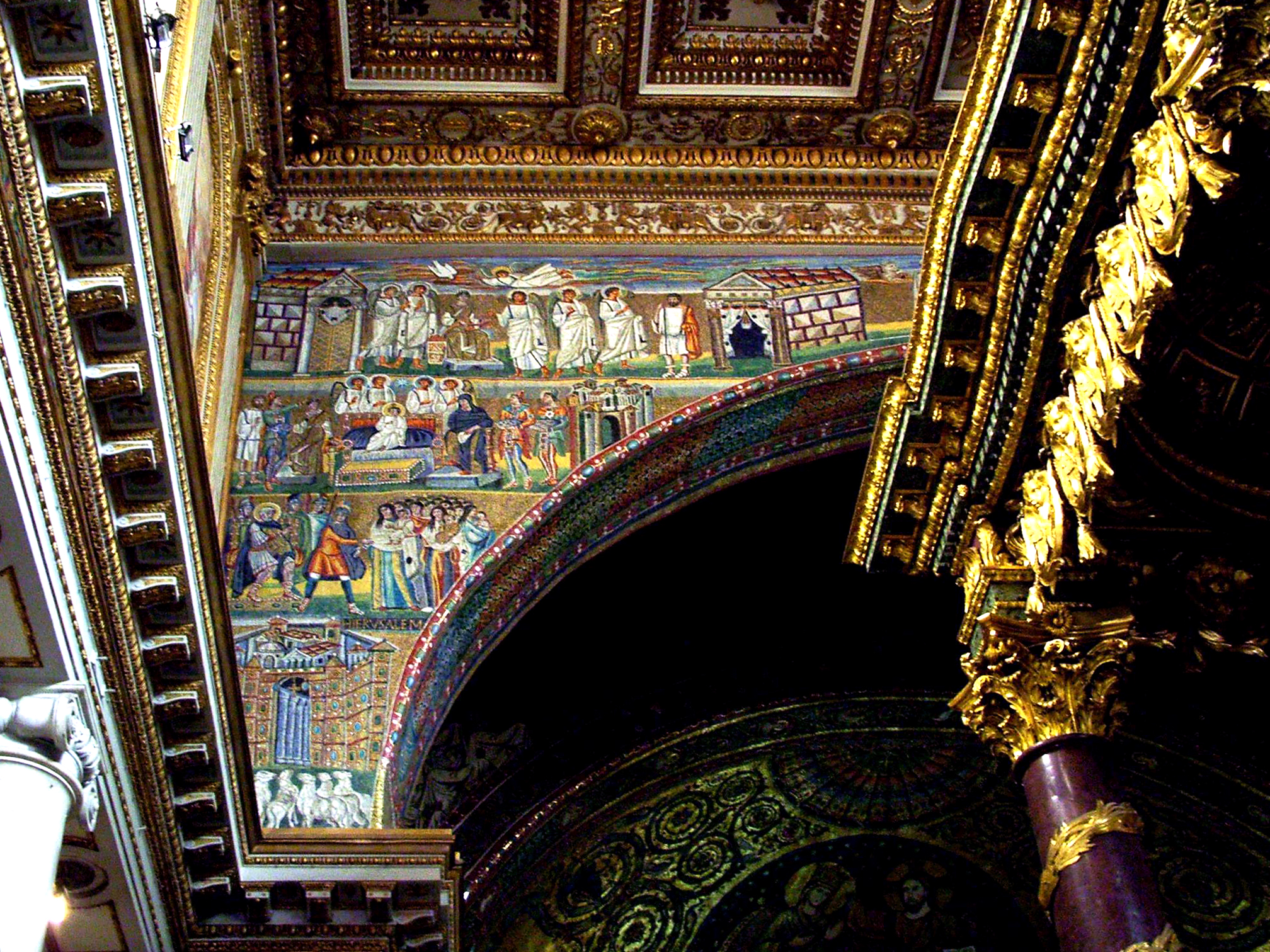
A diadalív mozaikképe (V. sz.)

Tulajdonképpen egyházpolitikai célból építtette III. Szixtusz pápa (432–440) annak ellenpontozására, hogy Nesztoriosz konstantinápolyi pátriárka nem ismerte el Mária, mint istenanya tiszteletét, és emiatt 431-ben az epheszoszi zsinaton követői, a nesztoriánusok kiszakadtak az egyházból.
Első változatát a IV. század közepén építette fel Libériusz pápa egy János nevű gazdag, örökös nélküli patrícius és a feleségének kezdeményezésére.
Régi nevéről (Santa Maria ad Nives) a XIII. században alakult ki az a legenda, amelyben a pápát álmában felszólította a Madonna, hogy építtessen templomot ott, ahol a következő (augusztusi) nap reggelén friss hótakarót talál. Másnapra hó fedte az Esquilinus-domb egy részét, és a legenda szerint a pápa abba rajzolta botjával a leendő bazilika alaprajzát. (A történet egyik változatában a hófolt eleve egy templom körvonalain belül rakódott le.)
Felszentelésének napját, augusztus 5-ét azóta is a Havas Boldogasszony napjaként ünneplik a katolikusok, és e napon minden évben fehér szirmokat szórnak a templom tetejéről.
A századok során többször átépítették, de belsejének jó része még őrzi az V. századi építészeti formákat. 1606-ban, első római megbízásaként e templom Paolina-kápolnáját építette Pietro Bernini, akinek munkáját már ekkor segítette fia, az akkor még csak 12 éves Gian Lorenzo Bernini.
A 18. század pápai várospolitikája nem távolodott el a 16. századi V. Szixtusz pápa akaratától, vagyis attól, hogy Róma ne csak a kereszténység szellemi központja legyen, hanem anyagi értékeivel is váljon a világ (hatalmi) centrumává. Róma e században gazdagodott. Nagy fejlesztéseket hajtottak végre, látványos kultikus építményeket fejeztek be. Egyebek közt a Lateráni Szent János-bazilika is új homlokzatot kapott. A Sant Ignazio-templom elé új teret terveztek, a San Giovanni dei Fiorentini, a Santa Maria dell'Orazione e della Morte templom és a Santa Maria Maggiore bazilika ugyancsak új homlokzattal gazdagodott.

### Az épület
Alaprajza eredetileg is – félkör alakú szentély (apszis) előtti kereszthajóval kialakított – háromhajós bazilikális elrendezésű, s így már alaprajzi elrendezésével az ókeresztény idők nagyterű templomainak emlékét idézi (a régi Szt. Péter-, valamint a falakon túli Szt. Pál bazilikáét (S. Paolo fuori le mura). Ebből az eredeti épületből maradt fenn a dúsan aranyozott kazettás síkmennyezetű középhajó, a gyönyörű – jón stílusú – fehér márvány oszlopsora és fríze. Továbbá az ablakok alatt, a fríz felett és a szentély diadalívén (arcus triumphalis) látható, Mária, illetve Jézus életének jeleneteit ábrázoló mozaikok sora is. A nemesen szép, 20-20 tagból álló jón oszlopsort a XVI. század végén kétoldalt megtörték, hogy utat nyissanak két hatalmas, kupolás kápolnához.

### Homlokzata
XIV. Benedek pápa megrendelésére Ferdinando Fuga firenzei építész 1741-ben belefogott a Santa Maria Maggiore-bazilika új homlokzatának építészeti kialakításába. Kezdetben a terv csupán az oszlopcsarnok rendbehozatalára korlátozódott volna, amely – akárcsak a Santa Maria in Trastevere-bazilika esetében – lehetővé tette a homlokzatot már a korábbi időkben is díszítő, XIII. századi mozaikok megtekintését. Később azonban – a lateráni Szent János-bazilika (S. Giovanni in Laterano) példáján fellelkesülve – mégis arra a döntésre jutottak, hogy új és hatalmas, kettős árkádsoros homlokzatot hoznak létre. A földszinten elegáns kapuk által lezárt, széles, ötös árkádsor képezi a bejáratot az oszlopcsarnokba. Az emeleti loggia háromárkádos homlokzata a térre néző ikergalériával indul: a pápa innen mondta el az „urbi et orbi” áldást. A homlokzatot szentek és pápák szobrai koronázzák; a legjelesebb XVIII. századi római szobrászok készítették őket: Filippo Della Valle, Giovan Battista Mainitől Carlo Marchionniig. Középütt, legfölül, a ticinói Giutii-Lironi alkotása magasodik: „Madonna a kisdeddel”. A munka 1743-ban fejeződött be: az eredmény könnyed, kecses késő barokk építmény lett.

### A harangtorony (campanile)
A bazilika bejárata előtti térről szépen tárul fel a templom középkori harangtornya, amely Rómában a legmagasabbra nyúlik fel (1376). A harangtorony markáns, barnásvörös felülete a bejárati galéria világos kőelemeinek kontrasztjaként jelenik meg, az alsó tömör, csak vakablak-imitációval díszített tömege felfelé kétíves árkádokkal könnyített. A torony súlyosságát a rajta elhelyezett díszítmények és párkányelemek világos kőanyaga játékos mozgalmassággal oldja fel.

### Berendezése
A kereszthajó és a főhajó tengelyébe helyezett, dúsan tagolt, baldachinos barokk pápai oltár alatti confessióban IX. Piusz pápa térdelő szobra látható.   
A templomban található sok síremlék közül Consalvo Rodriguez bíborosé (1299) az ismert legszebb kozmatikus stílusú munkák közé tartozik.   
A főhajó – korábban hagyományosan szabadon hagyott – fedélszékét dús pompájú, reneszánsz kazettás sík mennyezettel váltották fel, ami Giuliano da Sangallo alkotása és – Amerika első arany-szállítmányából származó – gazdag aranyozással vonták be.   
A teljes templomtér padozatát gyönyörű, finomművű kozmatikus stílusú márványmozaik burkolat fedi.

### A kápolnák
A jobb oldali „Cappella Sistina” Domenico Fontana márványtól csillogó alkotása (1585). Jobb falán az építtető V. Szixtusz pápa síremléke, szemben vele V. Piusz pápáé; középen a kápolna oltára késő reneszánsz cibórium. Helyén korábban a betlehemi bölcső kápolnája volt; ezt Fontana az alagsorba süllyesztette, ahova lépcső vezet. (Itt két igen szép, (15. századi plasztika látható a betlehemi jászolról és egy 13. századi a három királyokról (ez utóbbi valószínűleg Arnolfo di Cambio műve).
A főhajóból balra nyíló Borghese-kápolnát (Cappella Paolina Borghese) kápolnát V. Pál pápa megrendelésére Flaminio Ponzio építette 1611-ben, hogy az előbbi kápolna márványpompáját is túlszárnyalja. Ebben a kápolnában helyezték el V. Pál pápa és VIII. Kelemen pápa síremlékét. (A falakon Guido Reni freskói láthatók.)

### A templomtér díszei
Építésének legendát mutatja be az előcsarnokban a loggia lépcsőjénél 1308-ban rakott mozaik.
Belső terének legjelentősebb díszei az V. és a XIII. századból származó mozaikok. A szentély félkupola-boltozatán Jacopo Torriti ragyogó színű mozaikja a XIII. századból származik – és a templom létesítésének egyházpolitikai célkitűzésével egyezően – a Mária-kultuszt megtestesítő „Mária megkoronázása” témát ábrázolja.
A szentély falain pedig Mino del Reame 1474-ben készített négy pompás márványreliefje található (a templom alapításának legendája, mellette Jézus születése, Mária mennybemenetele és a három királyok imádása). Különösen érdekes a Mária mennybemenetele, amelyen a Madonnát úgy övezik az angyalok, mintha sokkarú indiai istenszobor karjai lennének. A mester egyik legbájosabb műve a sekrestye Madonna-reliefje.   
Különlegesen szép az arcus triumphalist (a főhajó diadalívét) borító, Jézus életének jeleneteit ábrázoló, 5. századi mozaik. Ugyanebből a korból származó 36 mozaikkép díszíti a főhajó oldalfalait (fölül, az ablakok között). Ezek, az ótestamentumi jeleneteket ábrázoló mozaikok Rómában a műfajnak ókeresztény időkből származó legfestőibb emlékei.    
A főbejárat feletti falszakaszokon és a kápolnák kupolafelületein freskódíszítést alkalmaztak. A falfelületek dús barokk kori márvány-, illetve stukkódíszekkel szép plasztikai hatást keltenek.   
A kápolnák kialakítása és falfelület-díszítései a pápák pompaigényeinek kielégítését szolgáló – az előzőkben már részletezett – márványburkolatokkal és tagozatokkal dúsan díszítettek.

## Környezete
A templomot és környezetét Róma egyik legjelentősebb művészi hatású építészeti együttesének tartják. A templomtól keletre húzódó széles „Via Merulana” köti össze a bazilikát a lateráni egyházi épületegyüttessel. Az útról jobbra nyíló Via di Santo Vitóban van Gallienus császár 262-ben emelt egyszerű, de hatásos diadalíve. A közeli Piazza Vittorio Emanuele parkjának buja növényzetéből hegyoromként magasodik ki egy antik rom (Trofei di Marin), amely feltehetőleg egy nimpheum maradványa a Flaviusok korából. A Via Merulana a bazilika déli főhomlokzatának nagy terére vezet. Közepén óriási vájatos (kannelurás) korinthoszi oszlop áll, melyet Maxentius bazilikájából hoztak ide, csúcsán bronz Madonna. A nagy barokk épülettömbből válik ki a S. M. Maggiore emeletes loggiás főhomlokzata, Ferdinando Fuga műve (1750); fölötte Róma legmagasabb harangtornyával (1376).
A templom északnyugati, szentély felőli oldalán másik nagy tér tárul ki, a “Piazza dell' Esquilino”, egy obeliszkkel. Korunkbeli városismertetőkben méltánytalan mellőzésének oka feltehetően abban kereshető, hogy keresztbe szeli a Via Cavour; továbbá innen indul a Quirinalén át a barokk korban megnyitott Via Sistina (mai nevén Via Depretis) – mindkettő jelentős mű – és városépítészeti területek megismerésére csábítva. A térről feltáruló S. Maria Maggiore és körítő épülettömbjét már Piranesi egyik ismert vedutája is (tav.39.) hatásosan mutatta be (1764).

## Napjainkban
A bazilika a Vatikán-állam területen kívüli tulajdonában levő létesítmény. Egyházi szertartások és rendezvények célját szolgálja. Továbbá – Róma egyik legértékesebb műemlékeként – a művészetkedvelő turisták és szakemberek városlátogató célpontja, nyilvánosan látogatható. Mindemellett, környezetével együtt – területi elhelyezkedéséből adódóan is – Róma Város kulturális világörökségi értékei közé sorolt területe (nyilvántartásba vétel időpontja: 1980).
2025-ben végakarata szerint a bal oldali mellékhajójában helyezték örök nyugalomra Ferenc pápát. Ő a nyolcadik olyan pápa, akit ebben a templomban temettek el.

## A bazilikában eltemetett személyek

### Művészek

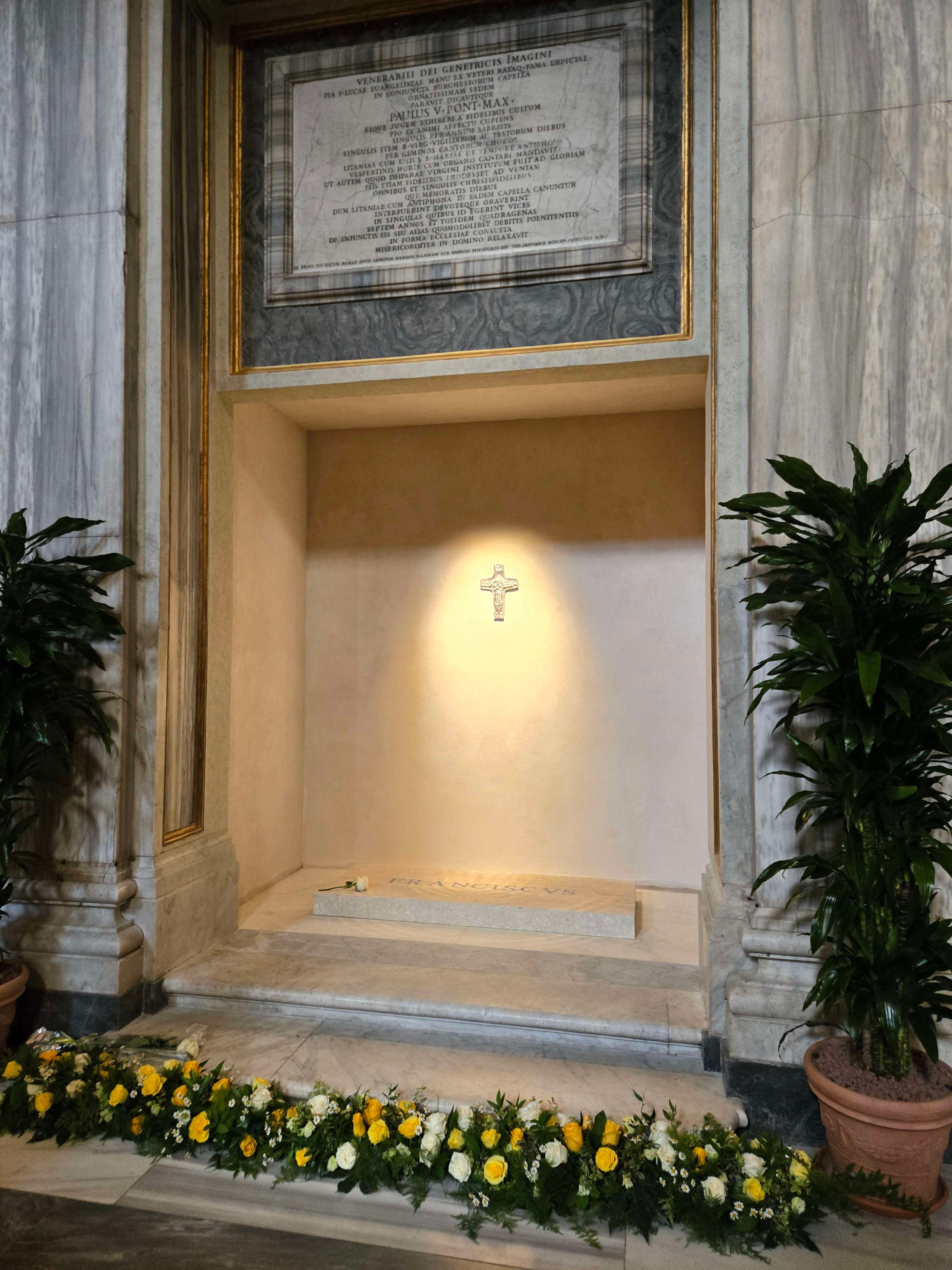
Ferenc pápa sírhelye a bazilikában

- Giovanni Lorenzo Bernini
- Girolamo Muziano

### Nemesek
- Pauline Bonaparte
- Junio Valerio Borghese

### Papok és vallási személyek
- Domenico Caloyera érsek
- Guido Ascanio Sforza bíboros
- Ugo Poletti bíboros
- Szent Jeromos

### Pápák
- VIII. Kelemen pápa
- IX. Kelemen pápa
- Ferenc pápa
- III. Honoriusz pápa
- IV. Miklós pápa
- V. Pál pápa
- Szent V. Piusz pápa
- V. Szixtus pápa